# Södra Lången
Södra Lången är en sjö i Örebro kommun i Närke och ingår i Norrströms huvudavrinningsområde. Sjön är 4,5 meter djup, har en yta på 0,621 kvadratkilometer och befinner sig 38 meter över havet. Sjön avvattnas av vattendraget Lillån.

## Delavrinningsområde
Södra Lången ingår i det delavrinningsområde (658131-146314) som SMHI kallar för Utloppet av Södra Lången. Medelhöjden är 55 meter över havet och ytan är 8,77 kvadratkilometer. Räknas de 3 avrinningsområdena uppströms in blir den ackumulerade arean 27,24 kvadratkilometer. Lillån som avvattnar avrinningsområdet har biflödesordning 2, vilket innebär att vattnet flödar genom totalt 2 vattendrag innan det når havet efter 220 kilometer. Avrinningsområdet består mestadels av skog (62 procent) och jordbruk (22 procent). Avrinningsområdet har 0,62 kvadratkilometer vattenytor vilket ger det en sjöprocent på 7,1 procent.